# Olgierd Kustosz
Olgierd Kustosz (ur. 14 lipca 1969 w Pyrzycach) – polski samorządowiec, rolnik i pszczelarz, w latach 2019–2024 członek zarządu województwa zachodniopomorskiego (do 2023 jako wicemarszałek).

## Życiorys
Jego ojciec prowadził własną pasiekę. Uczył się zawodu pszczelarza, zdobywając tytuł mistrza. Uzyskał uprawnienia rzeczoznawcy próbobiorcy miodu oraz chorób pszczelich. Zajął się prowadzeniem gospodarstwa w Przelewicach, produkującego miody przelewickie (na wniosek jego i żony zostały one w 2012 uznane za produkt regionalny). Został prezesem Koła Pszczelarzy w rodzinnej miejscowości i wiceprezesem Wojewódzkiego Związku Pszczelarzy w Szczecinie. Otrzymał m.in. pierwszą nagrodę w regionalnym konkursie „Nasze Kulinarne Dziedzictwo” – Smaki Regionu 2011.
Zaangażował się w działalność polityczną w ramach Polskiego Stronnictwa Ludowego, w 2015 został wiceszefem jego struktur w województwie zachodniopomorskim, a w 2016 – szefem w powiecie pyrzyckim. W 2014 i 2018 uzyskiwał mandat radnego sejmiku zachodniopomorskiego, objął w nim funkcję przewodniczącego Komisji Rolnictwa i Rozwoju Obszarów Wiejskich oraz lidera klubu PSL-SLD. W 2015 i 2019 bez powodzenia kandydował do Sejmu w okręgu nr 41 (otrzymując odpowiednio 1156 i 1562 głosy).
24 października 2019 objął stanowisko wicemarszałka województwa zachodniopomorskiego (odpowiedzialnego za sprawy rolnictwa), zastępując w zarządzie wybranego do parlamentu Jarosława Rzepę. W czerwcu 2023 został usunięty ze struktur PSL, pozostał jednak przewodniczącym klubu radnych PSL–Nowa Lewica w sejmiku. W listopadzie tego samego roku przeszedł do nowo powstałego klubu Koalicji Samorządowej. 19 grudnia zrezygnował z funkcji wicemarszałka, pozostając jednak w zarządzie województwa. W wyborach samorządowych w 2024 roku bezskutecznie ubiegał się o reelekcję jako radny województwa, kandydując z ramienia Koalicji Samorządowej, otrzymując 4256 głosów. W czerwcu tego samego roku został wiceprezesem zachodniopomorskiej Koalicji Samorządowej.

## Życie prywatne
Syn Franciszka i Wiesławy. Żonaty z Ewą.